# Saint-Allouestre
Saint-Allouestre (bretonisch: Sant-Aleustr) ist eine französische Gemeinde mit 651 Einwohnern (Stand 1. Januar 2022) im Département Morbihan in der Region Bretagne.

## Geographie
Saint-Allouestre liegt im südlichen Teil der Bretagne im Zentrum des Départements Morbihan und gehört zum Pays de Pontivy.
Nachbargemeinden sind Radenac im Nordosten, Buléon im Osten, Bignan im Süden und Südwesten sowie Moréac im Nordwesten.
Durch die Gemeinde verläuft die N24 von Lorient nach Rennes. In Süd-Nord-Richtung ist die D11 von Saint-Jean-Brévelay nach Rohan die wichtigste Verkehrsverbindung.
Der Fluss Claie und die Bäche Sainte-Anne und Keriolas sind die Hauptgewässer der Gemeinde. Entlang der Bäche verläuft teilweise die Gemeindegrenze.

## Bevölkerungsentwicklung
| Jahr      | 1962 | 1968 | 1975 | 1982 | 1990 | 1999 | 2006 | 2019 |
| Einwohner | 668  | 609  | 552  | 517  | 507  | 532  | 611  | 632  |

## Geschichte
Saint-Allouestre wird im Jahr 1280 erstmals unter dem Namen Saint-Argoestle erwähnt. Die Gemeinde gehört historisch zur bretonischen Region Bro-Gwened (frz. Vannetais) und innerhalb dieser Region zum Gebiet Bro Baod (frz. Pays de Baud) und teilt dessen Geschichte. Von 1801 bis zu dessen Auflösung am 10. September 1926 gehörte sie zum Arrondissement Ploërmel. Von 1793 bis zu dessen Auflösung 1801 gehörte Saint-Allouestre zum Kanton Bignan. Seither ist die Gemeinde dem Kanton Saint-Jean-Brévelay zugeteilt.

## Sehenswürdigkeiten
- Ortszentrum
- Kirche Saint Arnoulf von 1857
- Beinhaus auf dem Friedhof
- mehrere Wegkreuze und Calvaires

Quelle:

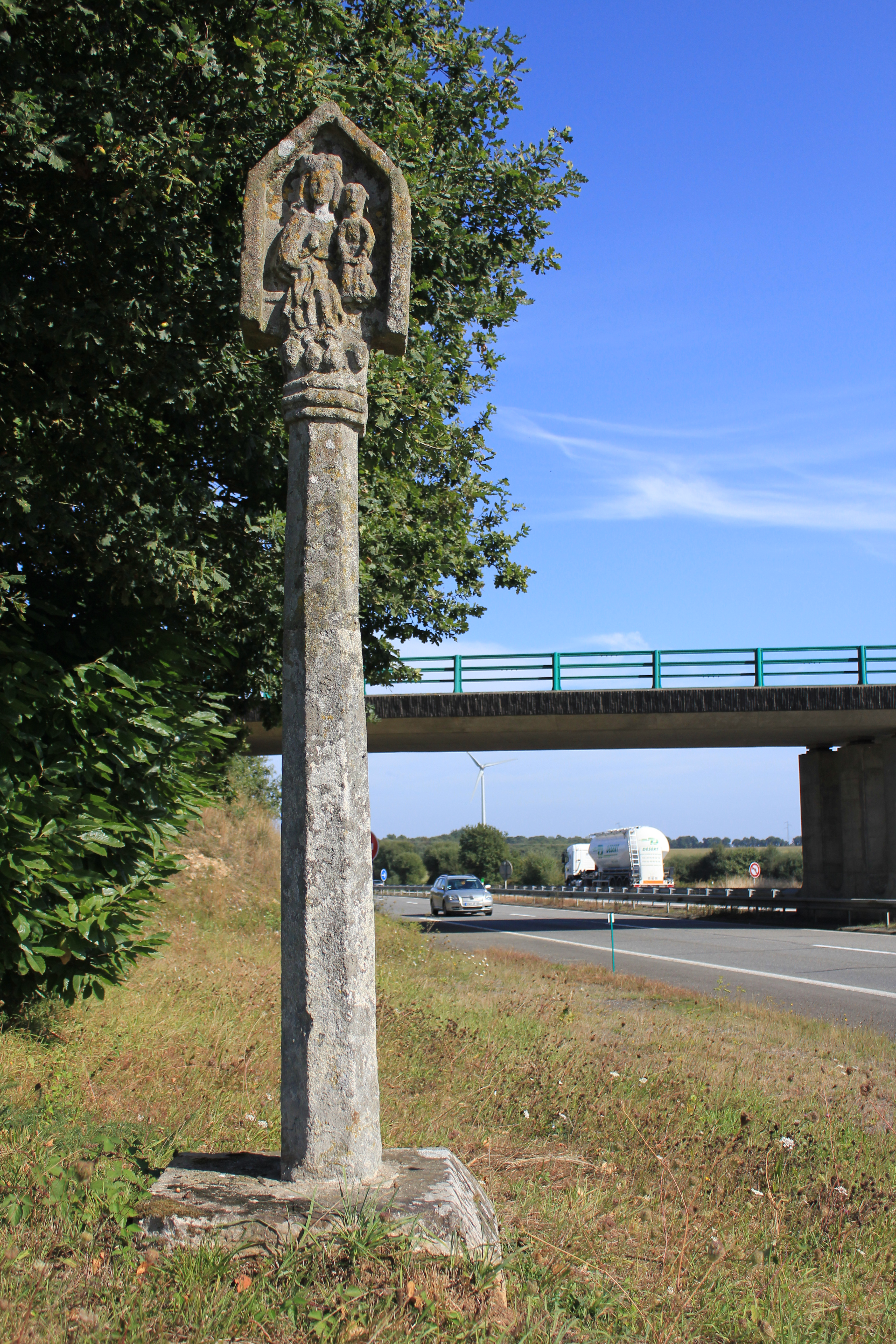
Flurkreuz Pont du Jour
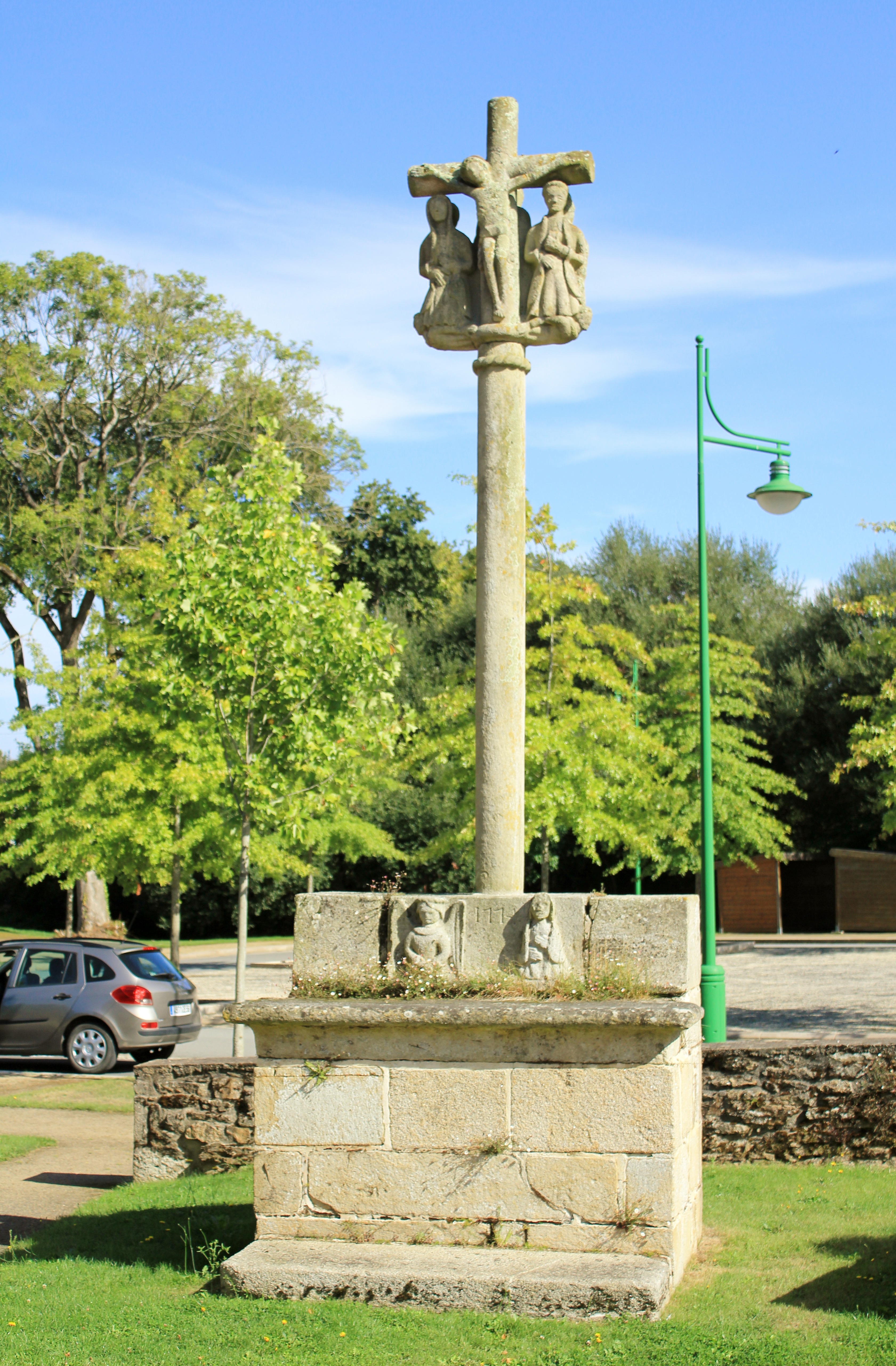
Friedhofskreuz
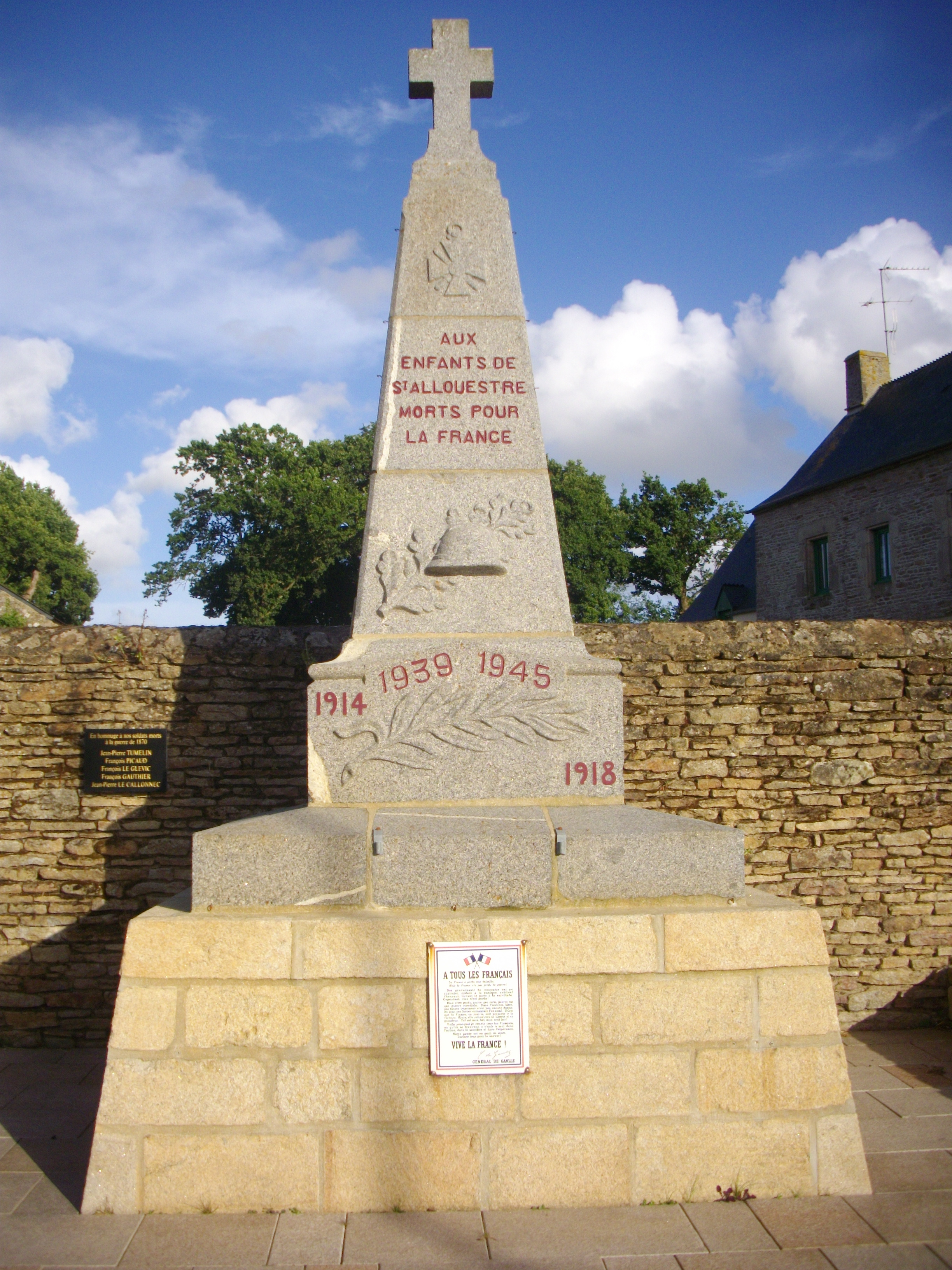
Gefallenendenkmal